# Famille Marono
 (août 2024).
La famille Marono ou Maroni est une famille patricienne de Venise, originaire de Musestre.
Leur ancien nom est Brenti, transcrit par erreur en Benuti. 

## Historique
Ils produisirent des tribuns antiques.
La famille s'éteint par un Giovanni, agent payeur à l'armement en 1365.

## Armes

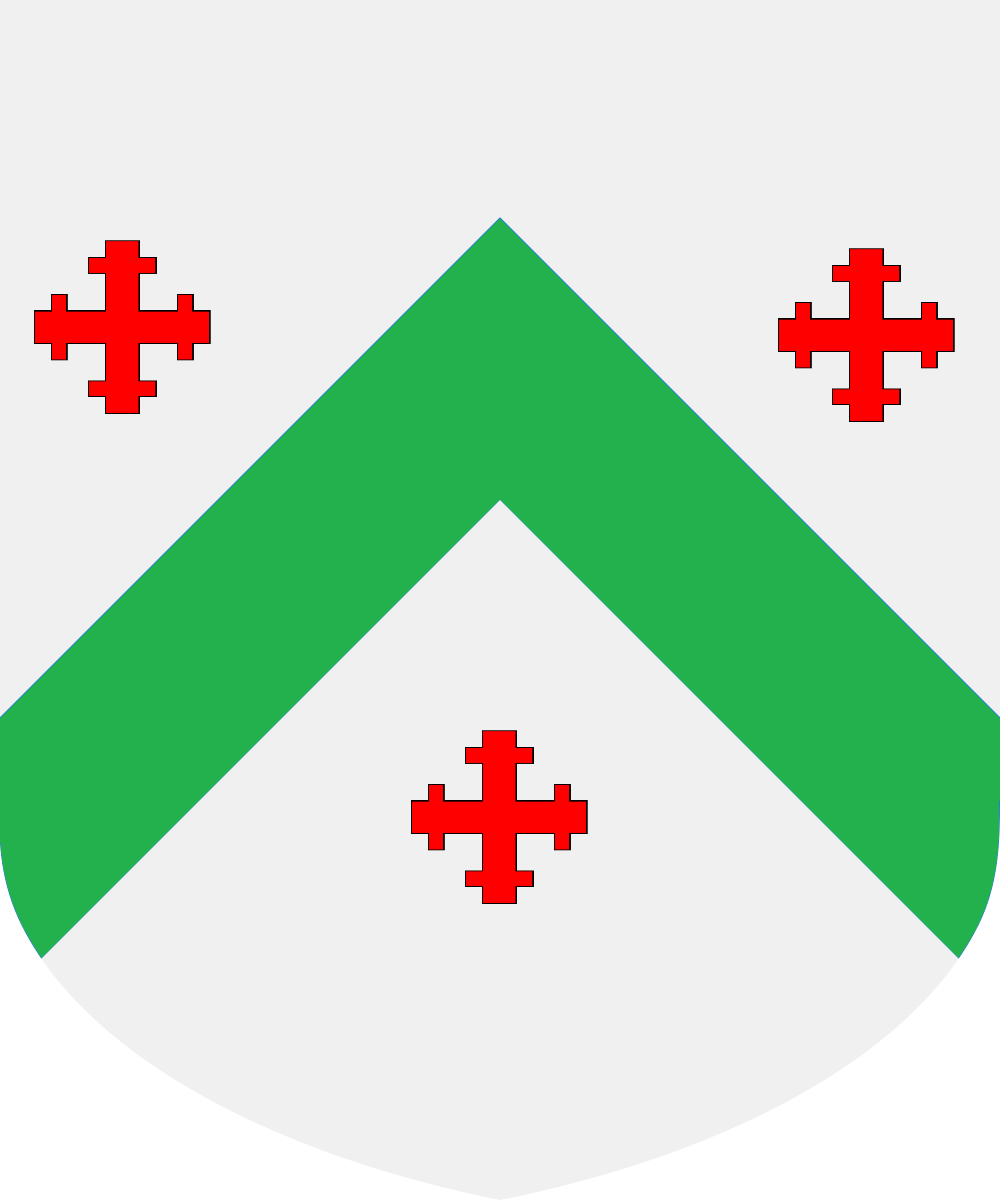
armes des Maroni

Les armes des Marono se blasonnent ainsi : d'argent au chevron ployé de sinople acc de trois croix recroisettées de gueules.